# Franco Rasetti
Franco Dino Rasetti (Castiglione del Lago, 10 de agosto de 1901 — Waremme, 5 de dezembro de 2001) foi um físico paleontólogo e botânico norte-americano nascido na Itália. Junto com Enrico Fermi, ele descobriu os principais processos que levam à fissão nuclear. Rasetti se recusou a trabalhar no Projeto Manhattan por motivos morais.

## Vida e carreira
Rasetti nasceu em Castiglione del Lago, Itália. Ele ganhou uma Laurea em física na Universidade de Pisa em 1923, e Fermi o convidou para se juntar ao seu grupo de pesquisa na Universidade de Roma.
Em 1928-1929, durante uma estada no California Institute of Technology (Caltech), ele realizou experimentos sobre o efeito Raman. Ele mediu um espectro de dinitrogênio em 1929, que forneceu a primeira evidência experimental de que o núcleo atômico não é composto de prótons e elétrons, como se acreditava incorretamente na época.
Em 1930, foi nomeado para a cadeira de espectroscopia do Instituto de Física da Universidade de Roma, então ainda localizado na Via Panisperna. Entre seus colegas estavam Oscar D'Agostino, Emilio Segrè, Edoardo Amaldi, Ettore Majorana e Enrico Fermi, além do diretor do instituto, Orso Mario Corbino. Rasetti permaneceu neste cargo até 1938.
Rasetti foi um dos principais colaboradores de Fermi no estudo dos nêutrons e da radioatividade induzida por nêutrons. Em 1934, ele participou da descoberta da radioatividade artificial do flúor e do alumínio, que seria fundamental para o desenvolvimento da bomba atômica.
Em 1939, o avanço do fascismo e a deterioração da situação política italiana o levaram a deixar a Itália, a exemplo de seus colegas Fermi, Segré e Bruno Pontecorvo. Com Fermi, ele descobriu a chave para a fissão nuclear, mas ao contrário de muitos de seus colegas, ele se recusou, por razões morais, a trabalhar no projeto Manhattan.
De 1939 a 1947, ele lecionou na Universidade Laval na cidade de Quebec (Canadá), onde foi presidente fundador do departamento de física.
Em 1947, mudou-se para os Estados Unidos, onde se naturalizou em 1952. Até 1967, ocupou uma cadeira de física na Universidade Johns Hopkins em Baltimore.
A partir da década de 1950, ele gradualmente mudou seu compromisso com os estudos naturalísticos, que haviam sido seu grande interesse fora da física desde criança. Ele se dedicou à geologia, paleontologia, entomologia e botânica, tornando-se um dos estudiosos de maior autoridade da era geológica cambriana.
Ele morreu em Waremme, Bélgica, com a idade de 100 anos. O obituário da Nature observou que Rasetti foi um dos generalistas mais prolíficos, cujo trabalho e escrita são conhecidos pela elegância, simplicidade e beleza.

## Espectroscopia Raman e o modelo do núcleo atômico
Após a descoberta do espalhamento Raman por líquidos orgânicos, Rasetti decidiu estudar o mesmo fenômeno em gases em alta pressão durante sua estada na Caltech em 1928-29. Os espectros mostraram transições vibracionais com estrutura fina rotacional. Nas moléculas diatômicas homonucleares H2, N2 e O2, Rasetti encontrou uma alternância de linhas fortes e fracas. Essa alternância foi explicada por Gerhard Herzberg e Walter Heitler como consequência do isomerismo de spin nuclear.
Para dihidrogênio, cada núcleo é um próton de spin 1/2, de modo que pode ser mostrado, usando a mecânica quântica e o princípio de exclusão de Pauli, que os níveis rotacionais ímpares são mais povoados do que os níveis pares. As transições originadas de níveis ímpares são, portanto, mais intensas conforme observado por Rasetti. No dinitrogênio, porém, Rasetti observou que as linhas originadas de níveis pares são mais intensas. Isso implica em uma análise semelhante que o spin nuclear do nitrogênio é um inteiro.
Este resultado foi difícil de entender na época, entretanto, porque o nêutron ainda não havia sido descoberto, e pensava-se que o núcleo 14N continha 14 prótons e 7 elétrons, ou um número ímpar (21) de partículas no total que seriam correspondem a um spin semi-integral. O espectro Raman observado por Rasetti forneceu a primeira evidência experimental de que este modelo próton-elétron do núcleo é inadequado, porque o spin semi-integral previsto tem como consequência que as transições de níveis rotacionais ímpares seriam mais intensas do que aquelas de níveis uniformes, devido ao isomerismo de spin nuclear, como mostrado por Herzberg e Heitler para dihidrogênio. Após a descoberta do nêutron em 1932, Werner Heisenberg propôs que o núcleo contém prótons e nêutrons, e o núcleo 14N contém 7 prótons e 7 nêutrons. O número par total (14) de partículas corresponde a um spin integral de acordo com o espectro de Rasetti.
Ele também é creditado com o primeiro exemplo de espalhamento Raman eletrônico (em oposição ao vibrônico) em óxido nítrico.